# 도규상
도규상(都圭常, 1966년 ~ )은 대한민국의 제9대 금융위원회 부위원장을 역임한 공무원이다.

## 생애
1990년 행정고시 34회에 합격하여 공직을 시작했다. 재정경제부 경제정책국과 국고국을 거쳐 금융위원회 자산운용과장, 금융정책과장, 대변인, 중소서민금융정책관, 금융서비스국장, 금융정책국장 등을 역임했다. 금융정책국장 시절 총부채원리금상환비율(DSR)을 처음으로 도입했다.
2017년 9월 기획재정부 경제정책국장으로 자리를 옮겼고, 2018년 12월 문재인 정부의 청와대 경제정책비서관에 임명됐다. 
2020년 11월 금융위원회 부위원장으로 임명됐다.

## 학력
- 1985년 배정고등학교 졸업
- 1989년 서울대학교 경제학과 학사
- 1992년 서울대학교 행정대학원 정책학과 수료
- 2004년 미시간주립대학교 대학원 재무학과 석사

## 경력
- 1990년 34회 행정고시 합격
- 1991년 기획재정부 감사관실 사무관
- 1994년 기획재정부 경제정책국 사무관
- 1998년 금융위원회 구조개혁기획단 은행팀 사무관
- 2002년 금융위원회 증권감독과 서기관
- 2005년 금융위원회 보험감독과 과장
- 2008년 청와대 대통령실 행정관
- 2010년 금융위원회 금융정책과 과장
- 2011년 우정사업본부 보험사업단 단장
- 2013년 금융위원회 대변인
- 2016년 금융위원회 금융정책국장
- 2017년 금융위원장 정책보좌관
- 2017년 기획재정부 경제정책국장
- 2018~2020년 청와대 경제정책비서관
- 2020~2022년 금융위원회 부위원장
- 2022 보험연구원
- 2025~ 삼정KPMG경제연구원장